# Glaucopsyche naevusnanus
Glaucopsyche naevusnanus är en fjärilsart som beskrevs av Ramon Agenjo Cecilia 1967. Glaucopsyche naevusnanus ingår i släktet Glaucopsyche och familjen juvelvingar. Inga underarter finns listade i Catalogue of Life.